# Bythocaris biruli
Bythocaris biruli is een garnalensoort uit de familie van de Hippolytidae. De wetenschappelijke naam van de soort is voor het eerst geldig gepubliceerd in 1964 door Kobjakova.